# Antonín Mrkos
Antonín Mrkos (Střemchoví, Txecoslovàquia, 27 de gener de 1918 - 29 de maig de 1996) fou un astrònom txec.
Passà un any i mig a l'Antàrtida com a integrant d'una expedició soviètica per a l'estudi de l'aurora austral i altres fenòmens als anys 50 del segle xx. També treballà a l'Observatori Skalnaté Pleso.
| Asteroides descoberts: 269 | Asteroides descoberts: 269 |
| -------------------------- | -------------------------- |
| 2199 Kleť                  | 6 de Juny de 1978          |
| 2304 Slavia                | 18 de Maig de 1979         |
| 2325 Chernykh              | 25 de Setembre de 1979     |
| 2367 Praha                 | 8 de gener de 1981         |
| 2403 Šumava                | 25 de setembre de 1979     |
| 2404 Antarctica            | 1 d'octubre de 1980        |
| 2552 Remek                 | 24 de setembre de 1978     |
| 2559 Svoboda               | 23 d'octubre de 1981       |
| 2747 Český Krumlov         | 19 de febrer de 1980       |
| 2811 Střemchoví            | 10 de maig de 1980         |
| 2889 Brno                  | 17 de novembre de 1981     |
| 2936 Nechvíle              | 17 de setembre de 1979     |
| 2971 Mohr                  | 30 de desembre de 1980     |
| 3003 Konček                | 28 de desembre de 1983     |
| 3017 Petrovič              | 25 d'octubre de 1981       |
| 3130 Hillary               | 20 de desembre de 1981     |
| 3137 Horky                 | 16 de setembre de 1982     |
| 3141 Buchar                | 2 de setembre de 1984      |
| 3168 Lomnický Štít         | 1 de desembre de 1980      |
| 3257 Hanzlík               | 15 d'abril de 1982         |
| 3276 Porta Coeli           | 15 de setembre de 1982     |
| 3278 Běhounek              | 27 de gener de 1984        |
| 3313 Mendel                | 19 de febrer de 1980       |
| 3324 Avsyuk                | 4 de febrer de 1983        |
| 3326 Agafonikov            | 20 de març de 1985         |
| 3334 Somov                 | 20 de desembre de 1981     |
| 3339 Treshnikov            | 6 de juny de 1978          |
| 3357 Tolstikov             | 21 de març de 1984         |
| 3364 Zdenka                | 5 1984                     |
| 3395 Jitka                 | 20 d'octubre de 1985       |
| 3451 Mentor                | 19 d'abril de 1984         |
| 3490 Šolc                  | 20 de setembre de 1984     |
| 3550 Link                  | 20 de desembre de 1981     |
| 3571 Milanštefánik         | 15 de març de 1982         |
| 3629 Lebedinskij           | 21 de novembre de 1982     |
| 3630 Lubomír               | 28 d'agost de 1984         |
| 3636 Pajdušáková           | 17 d'octubre de 1982       |
| 3645 Fabini                | 28 d'agost de 1981         |
| 3665 Fitzgerald            | 19 de març de 1979         |
| 3701 Purkyně               | 20 de febrer de 1985       |
| 3715 Štohl                 | 19 de febrer de 1980       |
| 3716 Petzval               | 2 d'octubre de 1980        |
| 3727 Maxhell               | 7 d'agost de 1981          |
| 3781 Dufek                 | 2 de setembre de 1986      |
| 3791 Marci                 | 17 de novembre de 1981     |
| 3827 Zdeněkhorský          | 3 de novembre de 1986      |
| 3847 Šindel                | 16 de febrer de 1982       |
| 3887 Gerstner              | 22 d'agost de 1985         |
| 3905 Doppler               | 28 d'agost de 1984         |
| 3949 Mach                  | 20 d'octubre de 1985       |
| 3979 Brorsen               | 8 de novembre de 1983      |
| 3980 Hviezdoslav           | 4 de desembre de 1983      |
| 3981 Stodola               | 26 de gener de 1984        |
| 3983 Sakiko                | 20 de setembre de 1984     |
| 3993 Šorm                  | 4 de novembre de 1988      |
| 4018 Bratislava            | 30 de desembre de 1980     |
| 4054 Turnov                | 5 d'octubre de 1983        |
| 4090 Říšehvězd             | 2 de setembre de 1986      |
| 4176 Sudek                 | 24 de febrer de 1987       |
| 4238 Audrey                | 13 d'abril de 1980         |
| 4249 Křemže                | 29 de setembre de 1984     |
| 4277 Holubov               | 15 de gener de 1982        |
| 4287 Třísov                | 7 de setembre de 1989      |
| 4339 Almamater             | 20 d'octubre de 1985       |
| 4405 Otava                 | 21 d'agost de 1987         |
| 4408 Zlatá Koruna          | 4 d'octubre de 1988        |
| 4552 Nabelek               | 11 de maig de 1980         |
| 4554 Fanynka               | 28 d'octubre de 1986       |
| 4610 Kájov                 | 26 de març de 1989         |
| (4662) 1984 HL             | 19 d'abril de 1984         |
| (4663) 1984 SM1            | 27 de setembre de 1984     |
| 4671 Drtikol               | 10 de gener de 1988        |
| 4691 Toyen                 | 7 d'octubre de 1983        |
| 4698 Jizera                | 4 de setembre de 1986      |
| 4702 Berounka              | 23 d'abril de 1987         |
| 4801 Ohře                  | 22 d'octubre de 1989       |
| 4823 Libenice              | 4 d'octubre de 1986        |
| 4824 Stradonice            | 25 de novembre de 1986     |
| 5026 Martes                | 22 d'agost de 1987         |
| 5089 Nádherná              | 25 de setembre de 1979     |
| 5102 Benfranklin           | 2 de setembre de 1986      |
| 5103 Diviš                 | 4 de setembre de 1986      |
| 5122 Mucha                 | 3 de gener de 1989         |
| (5202) 1983 XX             | 5 de desembre de 1983      |
| 5250 Jas                   | 21 d'agost de 1984         |
| 5318 Dientzenhofer         | 21 d'abril de 1985         |
| 5363 Kupka                 | 19 d'octubre de 1979       |
| 5418 Joyce                 | 29 d'agost de 1981         |
| 5425 Vojtěch               | 20 de setembre de 1984     |
| 5552 Studnička             | 16 de setembre de 1982     |
| (5573) 1981 QX             | 24 d'agost de 1981         |
| 5583 Braunerová            | 5 de març de 1989          |
| 5668 Foucault              | 22 de març de 1984         |
| 5712 Funke                 | 25 de setembre de 1979     |
| 5719 Křižík                | 7 de setembre de 1983      |
| 5797 Bivoj                 | 13 de gener de 1980        |
| 5800 Pollock               | 16 d'octubre de 1982       |
| 5801 Vasarely              | 26 de gener de 1984        |
| 5803 Ötzi                  | 21 de juliol de 1984       |
| 5804 Bambinidipraga        | 9 de setembre de 1985      |
| 5865 Qualytemocrina        | 31 d'agost de 1984         |
| 5891 Gehrig                | 22 de setembre de 1981     |
| 5894 Telč                  | 14 de setembre de 1982     |
| 5897 Novotná               | 29 de setembre de 1984     |
| 5910 Zátopek               | 29 de novembre de 1989     |
| 5946 Hrozný                | 28 d'octubre de 1984       |
| 5958 Barrande              | 29 de gener de 1989        |
| 5997 Dirac                 | 1 d'octubre de 1983        |
| 5998 Sitenský              | 2 de setembre de 1986      |
| 6060 Doudleby              | 19 de febrer de 1980       |
| 6064 Holašovice            | 23 d'abril de 1987         |
| 6149 Pelčák                | 25 de setembre de 1979     |
| 6175 Cori                  | 4 de desembre de 1983      |
| 6221 Ducentesima           | 13 d'abril de 1980         |
| 6223 Dahl                  | 3 de setembre de 1980      |
| 6231 Hundertwasser         | 20 de març de 1985         |
| 6266 Letzel                | 4 d'octubre de 1986        |
| 6281 Strnad                | 16 de setembre de 1980     |
| 6377 Cagney                | 25 de juny de 1987         |
| 6379 Vrba                  | 15 de novembre de 1987     |
| 6385 Martindavid           | 5 de març de 1989          |
| 6433 Enya                  | 18 de novembre de 1978     |
| 6440 Ransome               | 8 de setembre de 1988      |
| 6441 Milenajesenská        | 9 de setembre de 1988      |
| 6469 Armstrong             | 14 d'agost de 1982         |
| 6470 Aldrin                | 14 de setembre de 1982     |
| 6471 Collins               | 4 de març de 1983          |
| 6481 Tenzing               | 9 de setembre de 1988      |
| 6508 Rolčík                | 22 d'agost de 1982         |
| 6516 Gruss                 | 3 d'octubre de 1988        |
| 6540 Stepling              | 16 de setembre de 1982     |
| 6542 Jacquescousteau       | 15 de febrer de 1985       |
| 6546 Kaye                  | 24 de febrer de 1987       |
| 6550 Parléř                | 4 de novembre de 1988      |
| 6556 Arcimboldo            | 29 de desembre de 1989     |
| 6581 Sobers                | 22 de setembre de 1981     |
| 6583 Destinn               | 21 de febrer de 1984       |
| 6586 Seydler               | 28 d'octubre de 1984       |
| 6594 Tasman                | 25 de juny de 1987         |
| 6596 Bittner               | 15 de novembre de 1987     |
| 6597 Kreil                 | 9 de gener de 1988         |
| (6600) 1988 QW             | 17 d'agost de 1988         |
| 6701 Warhol                | 14 de gener de 1988        |
| 6712 Hornstein             | 23 de febrer de 1990       |
| 6758 Jesseowens            | 13 d'abril de 1980         |
| 6768 Mathiasbraun          | 7 de setembre de 1983      |
| 6769 Brokoff               | 15 de febrer de 1985       |
| 6774 Vladheinrich          | 4 de novembre de 1988      |
| 6779 Perrine               | 20 de febrer de 1990       |
| 6817 Pest                  | 20 de gener de 1982        |
| 6824 Mallory               | 8 de setembre de 1988      |
| 6825 Irvine                | 4 d'octubre de 1988        |
| 6897 Tabei                 | 15 de novembre de 1987     |
| (7080) 1986 RS1            | 5 de setembre de 1986      |
| 7107 Peiser                | 15 d'agost de 1980         |
| 7114 Weinek                | 29 de novembre de 1986     |
| 7115 Franciscuszeno        | 29 de novembre de 1986     |
| 7118 Kuklov                | 4 de novembre de 1988      |
| 7171 Arthurkraus           | 13 de gener de 1988        |
| 7226 Kryl                  | 21 d'agost de 1984         |
| 7232 Nabokov               | 20 d'octubre de 1985       |
| 7328 Casanova              | 20 de setembre de 1984     |
| 7332 Ponrepo               | 4 de desembre de 1986      |
| 7334 Sciurus               | 17 d'agost de 1988         |
| 7391 Strouhal              | 8 de novembre de 1983      |
| 7398 Walsh                 | 3 de novembre de 1986      |
| 7403 Choustník             | 14 de gener de 1988        |
| 7464 Vipera                | 15 de novembre de 1987     |
| (7635) 1983 VH1            | 6 de novembre de 1983      |
| 7644 Cslewis               | 4 de novembre de 1988      |
| 7645 Pons                  | 4 de gener de 1989         |
| 7694 Krasetín              | 29 de setembre de 1983     |
| 7695 Přemysl               | 27 de novembre de 1984     |
| 7699 Božek                 | 2 de febrer de 1989        |
| 7701 Zrzavý                | 14 d'octubre de 1990       |
| 7742 Altamira              | 20 d'octubre de 1985       |
| (7820) 1990 TU8            | 14 d'octubre de 1990       |
| 7859 Lhasa                 | 19 d'octubre de 1979       |
| (7864) 1982 EE             | 14 de març de 1982         |
| 7867 Burian                | 20 de setembre de 1984     |
| (7927) 1986 WV1            | 29 de novembre de 1986     |
| (7993) 1982 UD2            | 16 d'octubre de 1982       |
| 8001 Ramsden               | 4 d'octubre de 1986        |
| (8002) 1986 XF5            | 4 de desembre de 1986      |
| (8022) 1990 VD7            | 10 de novembre de 1990     |
| (8143) 1982 VN             | 11 de novembre de 1982     |
| (8152) 1986 VY             | 3 de novembre de 1986      |
| (8153) 1986 WO1            | 25 de novembre de 1986     |
| 8249 Gershwin              | 13 d'abril de 1980         |
| (8258) 1982 RW1            | 15 de setembre de 1982     |
| (8267) 1986 TX3            | 4 d'octubre de 1986        |
| (8333) 1982 VF             | 7 de novembre de 1982      |
| 8336 Šafařík               | 27 de setembre de 1984     |
| 8343 Tugendhat             | 4 d'octubre de 1986        |
| (8479) 1987 HD2            | 29 d'abril de 1987         |
| (8639) 1986 VB1            | 3 de novembre de 1986      |
| (8650) 1989 TJ2            | 5 d'octubre de 1989        |
| 9007 James Bond            | 5 d'octubre de 1983        |
| 9008 Bohšternberk          | 27 de gener de 1984        |
| (9011) 1984 SU             | 20 de setembre de 1984     |
| (9027) 1988 VP5            | 4 de novembre de 1988      |
| 9028 Konrádbeneš           | 26 de gener de 1989        |
| (9031) 1989 WG4            | 29 de novembre de 1989     |
| (9292) 1982 UE2            | 16 d'octubre de 1982       |
| (9538) 1982 UM2            | 20 d'octubre de 1982       |
| 9551 Kazi                  | 20 d'octubre de 1985       |
| (9552) 1985 UY             | 24 d'octubre de 1985       |
| (9575) 1989 BW1            | 29 de gener de 1989        |
| (9729) 1981 RQ             | 7 de setembre de 1981      |
| (9931) 1985 HH             | 18 d'abril de 1985         |
| (10026) 1980 RE1           | 3 de setembre de 1980      |
| (10037) 1984 BQ            | 26 de gener de 1984        |
| (10291) 1985 UT            | 20 d'octubre de 1985       |
| (10294) 1988 AA2           | 14 de gener de 1988        |
| (10705) 1981 SL            | 22 de setembre de 1981     |
| 11019 Hansrott             | 25 d'abril de 1984         |
| 11020 Orwell               | 31 de juliol de 1984       |
| (11026) 1986 RE1           | 2 de setembre de 1986      |
| (11283) 1989 UX4           | 25 d'octubre de 1989       |
| (11477) 1984 SY1           | 29 de setembre de 1984     |
| (11493) 1988 VN5           | 4 de novembre de 1988      |
| (11825) 1982 UW1           | 16 d'octubre de 1982       |
| 11830 Jessenius            | 2 de maig de 1984          |
| (11841) 1986 VW            | 3 de novembre de 1986      |
| (12692) 1989 BV1           | 29 de gener de 1989        |
| (12698) 1989 US4           | 22 d'octubre de 1989       |
| (13491) 1984 UJ1           | 28 d'octubre de 1984       |
| (13501) 1987 VR            | 15 de novembre de 1987     |
| (13913) 1979 SO            | 25 de setembre de 1979     |
| (14363) 1988 RB2           | 8 de setembre de 1988      |
| (14379) 1989 UM4           | 22 d'octubre de 1989       |
| (15222) 1982 FL1           | 24 de març de 1982         |
| (15233) 1987 WU4           | 26 de novembre de 1987     |
| (16448) 1989 RV2           | 7 de setembre de 1989      |
| (17404) 1986 TZ3           | 4 d'octubre de 1986        |
| (17407) 1987 TG            | 14 d'octubre de 1987       |
| (18300) 1979 PA            | 14 d'agost de 1979         |
| (18325) 1984 SB2           | 29 de setembre de 1984     |
| (18328) 1985 UU            | 20 d'octubre de 1985       |
| (19124) 1986 TH3           | 4 d'octubre de 1986        |
| 19129 Loos                 | 10 de gener de 1988        |
| (19184) 1991 TB6           | 6 d'octubre de 1991        |
| 20964 Mons Naklethi        | 16 d'octubre de 1977       |
| 20969 Samo                 | 17 de setembre de 1979     |
| 22260 Ur                   | 19 d'octubre de 1979       |
| (22274) 1981 RN            | 7 de setembre de 1981      |
| (22284) 1986 SH            | 30 de setembre de 1986     |
| (22288) 1988 TR2           | 11 d'octubre de 1988       |
| (22307) 1990 SU4           | 16 de setembre de 1990     |
| (23437) 1984 SJ1           | 27 de setembre de 1984     |
| (24619) 1979 DA            | 26 de febrer de 1979       |
| (24661) 1988 GQ            | 12 d'abril de 1988         |
| 24662 Gryll                | 14 d'abril de 1988         |
| (24695) 1990 ST4           | 16 de setembre de 1990     |
| (26807) 1982 RK1           | 14 de setembre de 1982     |
| (27702) 1984 SE1           | 27 de setembre de 1984     |
| (27703) 1984 SA2           | 29 de setembre de 1984     |
| (30770) 1984 SL4           | 27 de setembre de 1984     |
| (30772) 1986 RJ1           | 2 de setembre de 1986      |
| (32774) 1986 VZ            | 3 de novembre de 1986      |
| (35086) 1990 TW8           | 14 d'octubre de 1990       |
| (37559) 1985 UR            | 20 d'octubre de 1985       |
| (39514) 1986 TV3           | 4 d'octubre de 1986        |
| (39515) 1986 XD5           | 4 de desembre de 1986      |
| (46546) 1988 VM5           | 4 de novembre de 1988      |
| (52268) 1986 WU            | 25 de novembre de 1986     |
| (58140) 1981 SN            | 22 de setembre de 1981     |
| (65668) 1988 AX1           | 14 de gener de 1988        |
| (65686) 1990 TN8           | 14 d'octubre de 1990       |